# Albert Sergel
Albert Sergel (* 4. November 1876 in Peine; † 26. Juni 1946 in Berlin) war ein deutscher Schriftsteller.

## Leben
Albert Sergel wurde 1876 in Peine geboren, wuchs aber in Hildesheim auf, wo er auch das Gymnasium besuchte. Nach dem Erwerb des Abiturs studierte Sergel klassische Philologie und Germanistik an der Albert-Ludwigs-Universität Freiburg, der Ludwig-Maximilians-Universität München, der Georg-August-Universität Göttingen und der Universität Greifswald. Dann wechselte er zur Universität Rostock, wo er im Jahre 1907 über Adam Oehlenschläger mit der Dissertation Oehlenschläger in seinen persönlichen Beziehungen zu Goethe, Tieck und Hebbel promovierte. Darin stellt er u. a. Informationen über die Editions- und Übersetzungsgeschichte von Oehlenschlägers Correggio zur Verfügung. Im gleichen Jahr wurde er Mitglied im Kartell lyrischer Autoren.
Sergel ließ sich 1908 als freier Schriftsteller in Berlin-Halensee nieder und wurde vor allem durch seine Kindergedichte bekannt. Er heiratete Hedwig Havemann, eine Schwester von Hans Havemann. Zusammen mit seiner Frau Hedwig, mit der er mehrere Kinder hatte, veröffentlichte er gemeinsam verfasste Kinderreime. Ihre Gedichte wurden z. B. mit Kompositionen von Engelbert Humperdinck unter dem Titel Bunte Welt! veröffentlicht. Im Jahre 1912 gab Sergel eine Anthologie nationaler Gedichte verschiedener Dichter seit dem 18. Jahrhundert heraus, die von Anton Hoffmann illustriert wurde.
Während des Ersten Weltkrieges war Sergel Offizier und wurde als Kompanieführer verwundet. Er ließ sich nach dem Krieg in Berlin-Karlshorst nieder.
Im Jahre 1929 wurde Sergel im Kartell lyrischer Autoren Mitglied der Geschäftsleitung und 1930 Komiteemitglied. Als Anhänger der Nationalsozialisten unterstützte er 1933 die Gleichschaltung des Verbandes. Er feierte die nationalsozialistische Machtergreifung mit dem Lyrikband Hitler-Frühling und wurde im neugegründeten Reichsverband Deutscher Schriftsteller Hauptfachgruppenleiter bzw. Referent eines Fachbereichs.
Sergel wurde nach dem Ende des Zweiten Weltkrieges in der Sowjetischen Besatzungszone auf die Liste jener Autoren gesetzt, „deren gesamte Produktion endgültig zu entfernen ist“.

## Publikationen
- Sehnen und Suchen, Gedichte, 1904, 6. Aufl. 1910.
- Jenseits der Straße, Gedichte und Stimmungen, 1902. 3. Aufl. 1907.
- Marienburg, Oper. 1906.
- Oehlenschläger in seinen Beziehungen zu Goethe, Tieck und Hebbel, nebst einer Oehlenschläger-Bibliographie, Dissertation, Universität Rostock, 1907.
- Ringelreihen, Kindergedichte, 1907. Illustrierte Ausgabe u.d.T. Dideldumdei, 1910.
- Im Heimathafen. Ein Gedichtbuch der Liebe, 1909. 2. Auflage 1910.
- Strampelchen, Kinderreime, mit Hedwig Sergel, 1912.
- Eiserne Saat, Kriegsgedichte, 1914.
- Sommersegen, ausgewählte Gedichte, 1919.
- Unterm Holderbusch, Kindergedichte, 1922.
- Glockentraum, Gedichte, Sprüche und Lieder, 1926.
- Güldenkettlein – fünfzig neue Kinderlieder, 1926.
- Hitler-Frühling – Lieder um den Führer, 1933.
- Klein-Seelchen, Kindergedichte und Blumengesichte, 1934.
- Suse suse Kindchen, 1937.
- Sergel war Mitverfasser der u. a. folgenden Bilderbücher: Der Rattenfänger von Hameln, Unserm herzlieben Kind, Sausewind.

### Als Herausgeber
- Du mein Vaterland. Nationale Gedichte von Friedrich dem Großen bis zur Gegenwart, 1912.
- Saat und Ernte. Die deutsche Lyrik unserer Tage in Selbstauswahlen der Dichter und Dichterinnen, 1924.
- Das Rheingold. Ein Jugendhort in Bild und Wort, Heft 1–10.